# Amical Wikimedia
Amical Wikimedia is een Catalaanse vereniging, met als doel alle menselijke kennis beschikbaar te hebben in het Catalaans en de Catalaanse cultuur bekend te maken in om het even welke taal. Op 7 juni 2013 werd de vereniging officieel erkend door de Wikimedia Foundation, als een eerste thematische organisatie. Enkele weken later volgde de officiële erkenning door de regionale regering als organisatie voor de bevordering van de Catalaanse taal.

## Bekroningen
- Premi Nacional de Cultura 2014.[4][5]
- Premi Francesc de Borja Moll (2013), door het Obra Cultural Balear
- Premi Pompeu Fabra 2012, in de categorie Communicatie en nieuwe technologieën, voor “de onophoudelijke inzet voor de Catalaanse versie van deze open encyclopedie zodat ze meetelt bij de beste en in sommige aspecten beter is dan de versies uit grotere taalgebieden”.[6]